# Institutiones divinarum et saecularium litterarum

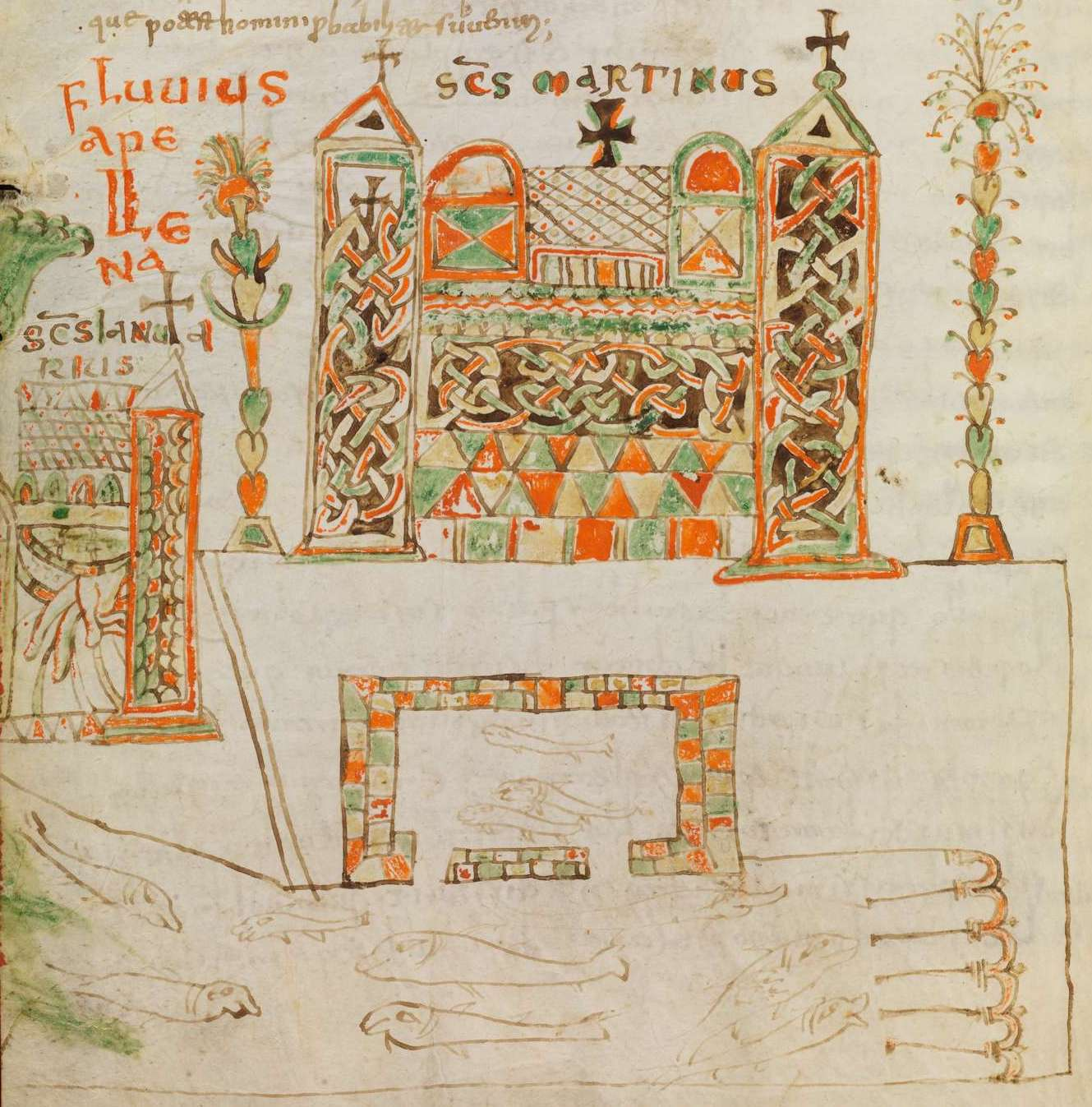
Cassiodor, Institutiones divinarum et saecularium litterarum in einer Handschrift des späten 8. Jahrhunderts. Bamberg, Staatsbibliothek, Msc.Patr.61, fol. 29v.

Institutiones divinarum et saecularium litterarum (Einführung in die geistlichen und weltlichen Wissenschaften) ist eine Schrift des Flavius Magnus Aurelius Cassiodorus Senator in lateinischer Sprache. 
Der Autor wird meistens kurz Cassiodorus oder Cassiodor genannt. Er hatte den Plan verfolgt, eine christliche Universität nach dem Vorbild der Schule von Nisibis zu gründen, was die Zeitläufte verhinderten. Anknüpfend daran schrieb er zwischen 552 und 562 n. Chr. in dem von ihm gegründeten Kloster Vivarium ein Werk in zwei Büchern zur Unterrichtung der dortigen Mönche.
Cassiodorus will mit den Institutiones auch den schlichten und ungebildeten Brüdern (fratres simplices et impoliti, Buch I, XXI) geistliche und weltliche Kenntnisse vermitteln. Buch I kreist dabei hauptsächlich um die Bibel und ihre Auslegung durch die Kirchenväter, enthält jedoch auch kurzes medizinisches Kapitel (De monachis curam infirmorum habentibus). Buch II bietet einen reichen Exzerpt aus dem überlieferten Wissen der Antike, bzgl. Sprachwissenschaft, Teilen der Philosophie und Naturwissenschaften. Die Quellen reichen dabei von Aristoteles über Cicero bis zum Zeitgenossen Boethius, allerdings nur, insoweit sie in lateinischer Sprache erstellt wurden, oder eine Übersetzung aus dem Griechischen vorlag.
Die beiden Bereiche Theologie und Geistes- sowie Naturwissenschaften werden aber zu einer Einheit verklammert. Zum einen ist es für Cassiodorus unstrittig, dass das Wissen der antiqui aus der Bibel stammt (Buch I, XXI, 2):

mundanarum peritia litterarum, quae praeter additamenta quorundam doctorum ab Scripturis divinis cognoscitur esse progressa
weltlichen Wissenschaften…, die, abgesehen von Ergänzungen seitens einiger Gelehrter, bekanntlich aus der Heiligen Schrift hervorgegangen sind

Zum anderen sollen auch trotz Wertschätzung der Heiligen Schrift die weltlichen Wissenschaften nicht verachtet werden, (Buch II, Conclusio, 3).

## Buch I

### Aufbau und Inhalt
Buch I gliedert sich – numerus aetati Dominicae accommodus = dem Lebensalter des Herrn angepasst (Buch II, Praefatio, 1) – in 33 Kapitel. Die meisten beschäftigen sich mit der Bibel, sowohl der Bibelexegese, als auch dem Kopieren der Texte. Ein weiterer Schwerpunkt ist das Klosterleben im Vivarium. Das letzte Kapitel enthält ein Gebet.

### Buch I: Bibel und Bibelexegese
Die Bibel liegt Cassiodorus in der lateinischen Übersetzung des heiligen Hieronymus vor, dem er überschwängliches Lob zollt (Buch I, XXI). Er unterteilt den Text in 9 Codices und behandelt jeden in einem Kapitel. Dabei beschäftigt er sich kaum inhaltlich mit dem Text, sondern empfiehlt dem Leser jeweils eine Liste von Schriften, die weitgehend in der Klosterbibliothek vorhanden sind. Die am häufigsten genannten
Autoren sind Augustinus, Ambrosius und Hieronymus. In den folgenden Kapiteln ergänzt er dies um weitere hervorragende Bibelexegesen (Buch I, XVI), Historiker aus der entsprechenden Zeit, wie Flavius Josephus (Buch I, XVII), Geographen wie Claudius Ptolemäus (Buch I, XXV), den von ihm außerordentlich geschätzten Dionysius Exiguus (Buch I, XXIII) und anderes mehr.

### Buch I: Kopistentätigkeit
Das Kopieren und Pflegen der Texte scheint eine ähnliche Bedeutung wie ihr Studium gehabt zu haben und wird von Cassiodorus mehr als die körperliche Arbeit geschätzt. Jedes Wort, das im Dienste des Herren kopiert werde, schlage dem Satan eine Wunde (Buch I, XXX, 1).
Allerdings stellt er auch Ansprüche an diese Arbeit. Die Schreiber sollten die alten Orthographen lesen, um Fehler zu vermeiden (Buch I, XXX, 2). Sie sollen aber auch die idiomata Scripturae divinae (Buch I, XV, 2) achten, also nicht versuchen befremdliche Ausdrucksweise durch gebräuchliche zu "verbessern". Aber alle nötigen Verbesserungen sollen prachtvoll geschrieben werden.
Er fördert auch die Übersetzung vom Griechischen ins Lateinische und erwähnt drei Männer, anscheinend keine Mönche, sondern Freunde, Presbyter, gelehrte Männer, die solche Übertragungen für ihn vornehmen (u. a. Buch I, VI, 6).

### Buch I: Kloster und Klosterregel
In Buch I, XXVIIII entwirft Cassiodorus ein schönes Bild des Klosters Vivarium, nahe dem Meer eingebettet zwischen Mühlen, Fischteichen und Gärten. Den mit der Gartenpflege beschäftigten Mönchen empfiehlt er die Fachschriftsteller Lucius Iunius Moderatus Columella, Gargilius Martialis und Palladius Rutilius Taurus Aemilianus. Insbesondere von den Werken der beiden letzteren, sagt er, habe er Abschriften zur Verfügung gestellt (Buch I, XXVIII, 6). Zur Bequemlichkeit der Mönche gibt es eine Sonnenuhr, eine Wasseruhr und mechanische Öllampen (Buch I, XXX, 4 und 5).
Als Klosterregel empfiehlt er ein Werk des Johannes Cassianus (Buch I, XXVIIII, 2), will sie aber wegen der anderen Lebensumstände angepasst wissen. Den Mönchen und den zwei Äbten, die sie leiten trägt er auf, die Notleidenden zu unterstützen und die Bauern, die dem Kloster angehören zu unterweisen und nicht durch zusätzliche Abgaben zu belasten (Buch I, XXXII, 1 und 2).

## Buch II
In Buch II behandelt Cassiodorus die weltlichen Wissenschaften. Er gliedert sie in die 7 Kapitel Grammatik, Rhetorik, Logik oder Dialektik, Arithmetik, Geometrie, Musik und Astronomie. Den Grund für diese Aufteilung nennt er in seinem Proömium nicht. Möglicherweise ist er von Marcus Terentius Varro beeinflusst, der ebendiese Wissenschaften mit 2 zusätzlichen in seiner disciplinae aufführt. Ebenfalls diese 7 Wissenschaften behandelt Martianus Capella, den Cassiodorus erwähnt (Buch II, III, 20). Mehrfach diskutiert er auch die Frage, ob man von disciplinae = Wissenschaften oder artes = Künste sprechen sollte (u. a. Buch II, II, 17). Die 7 Kapitel haben sehr unterschiedliches Gewicht. Die Dialektik ist das bei weitem umfangreichste. Geometrie und Astronomie sind nur kurze Skizzen.
Im Gegensatz zu Buch I teilt er hier auch das überlieferte Wissen inhaltlich mit. Auf in der Bibliothek vorhandene Codices wird nur selten verwiesen.

### Buch II: Grammatik
Cassiodorus verweist in diesem knappen Kapitel auf die beiden Bücher Ars minor und Ars maior des Aelius Donatus, die sich in der Klosterbibliothek befinden. Einiges daraus zitiert er wörtlich, von der Definition des Buchstaben bis zur Definition der Redefigur.

### Buch II: Rhetorik
Die Rhetorik ist die Lehre der weltlichen Wissenschaften die Fähigkeiten zur wohlgesetzten Rede in staatsbürgerlichen Fragen. Cassiodorus zitiert Marcus Fabius Quintilianus, Atilius Fortunationus (einen Rhetoriker des 4ten Jahrh. n. Chr. ?) und einige Schriften des Marcus Tullius Cicero. Das Sachgebiet wird in mehrerer Weise unterteilt und erörtert, nach den Anforderungen an den Redner (Stofffindung, Stoffanordnung, Stilisierung, Auswendiglernen, Vortrag) (Buch II, II, 2), nach der praktischen Situation (u. a. Beschuldigung, Rechtfertigung, Gnadengesuch) (Buch II, II, 5), nach den Teilen der Rede (Einleitung, Darlegung, Gliederung, Begründung, Widerlegung und Schluss) (Buch II, II, 9) und weitere.
In Abschnitt 16 leitet Cassiodorus wieder auf die Situation der Mönche über: auswendig gelernt wird auch die Heilige Schrift; die Kunst des Vortrags lernt er beim laut Lesen der Heiligen Schrift; das Singen der Psalmen wird seine Sprechweise fördern.

### Buch II: Dialektik
Dieses Kapitel bildet schon rein mengenmäßig den Schwerpunkt von Buch II, da es etwa 1/3 ausmacht. Cassiodorus räumt der Dialektik oder Disputierkunst den größten heuristischen Wert ein; sie ist für ihn "spekulative Philosophie". Als Quellen nennt er hauptsächlich Marius Victorinus, die Werke des Aristoteles, auch durch die Vermittlung des Boethius und die Schriften Ciceros, insbesondere Topica.
Nach einigen allgemeinen Definitionen der Philosophie zitiert Cassiodorus Exzerpte aus den Kategorien und Peri Hermeneias des Aristoteles. Darüber hinaus findet er noch bei weiteren antiken und spätantiken Schriftstellern zahlreich Darlegungen von Syllogismen.
 In Abschnitt 14 und 15 geht der Autor auf die Definitionen, das ist die sprachlich knappe Formulierung eines Sachverhaltes, ein. Er orientiert sich dabei an Cicero (hauptsächlich Topica) und an Marius Victorinus’ De definitionibus, in dem sich aber wieder 59 Cicerozitate (hauptsächlich Topica) befinden. Er übernimmt die 15 Definitionsarten mit der griechischen Bezeichnung und z. T. den erläuternden Beispielen von usiodes, id est substantialis (wesentlich) bis etiologiam. Latini rei rationalem (Verursachung).
Diese Definitionen sind für Cassiodorus auch für seine Arbeit mit biblischen Texten relevant. In seinem Werk Expositio psalmorum klassifiziert er die Psalmentexte auch nach ihrer Verwendung dieser Definitionen. Für "Lutherbibel, Psalm 49, 13 ...muß davon wie das Vieh" gibt er an, dass dies eine Definition der 10ten Art, also mittels eines Beispiels ist.

### Buch II: Arithmetik
Cassiodorus bettet die Arithmetik, also die fachspezifischen Definitionen, in 2 spekulative Komplexe der Arithmologie ein. Zu Beginn des Kapitels bringt er Pythagoras in Einklang mit einem Prophetenwort. Am Ende ab Abschnitt 7 preist er die Zahl als hilfreiche Ordnungsmacht, die Gott dem Menschen gespendet habe. Er entfaltet dann als erster christlicher Autor in einer Schrift zu wissenschaftlichen Themen eine Mystik der Zahlen 1 bis 7, die sich an der Bibel orientieren, wie 1 = Dominus unus (der Eine Gott), 5 = die 5 Bücher Moses etc. 
In den Abschnitten 3 bis 6 entfaltet Cassiodorus die griechische Arithmetik. Er folgt dabei weitgehend, wie er selbst angibt, dem Werk des Anicius Manlius Severinus Boethius (De institutione arithmetica), das er als Übersetzung des Nikomachos von Gerasa kennt. Definitionen, die Natürliche Zahlen betreffend, wie par/impar (gerade/ungerade Zahl), perfectus (vollkommene Zahl), primus/simplex (Primzahl), superpartitionalis (Überlegungen zur rationalen Zahl) usw. werden sachlich und knapp dargestellt. Allerdings ist Boethius in Buch I bis Buch II, 3 wesentlich ausführlicher. Die folgenden geometrischen Erörterungen (Abschnitt 6) werden von Cassiodorus sehr ungenau wiedergegeben. Es entspricht zwar der superficialis numerus, der durch Länge und Breite definiert ist, also die Fläche, der plana superficies bei Boethius (Buch II, 4). Dessen ausführliche Beschreibung der Polygonalzahlen verkümmern aber zu wenigen Zeichnungen. Von der ausführlichen Erörterung des solidus numerus (Körper) bleibt nur die Nennung von Pyramide und Kubus.

### Buch II: Musik
Auch in diesem Kapitel rahmt Cassiodorus die fachwissenschaftlichen Inhalte durch allgemeine Ausführungen ein, die christliche/biblische Vorstellungen und Ereignisse mit antiken, hauptsächlich Pythagoräischen mischen.
 Er erwähnt die Schrift De musica des Augustinus, gibt aber als Quelle für die fachwissenschaftlichen Inhalte den Musikwissenschaftler Gaudentius (Harmonica introductio) und den De die natali des Censorinus an. Seine Ausführungen beschränken sich auf die Auflistung einiger Instrumente, der 15 Tonarten und der Intervalle (Oktave, Diapente etc.), die er von Censorinus übernommen haben könnte.

### Buch II: Geometrie
Im 1ten Teil verweist Cassiodorus kurz auf die Landvermessung. Die umfangreiche lateinische Literatur der Agrimensoren liegt ihm anscheinend nicht vor.
Im zweiten Teil werden nur einige einfache geometrische Definitionen gebracht. Obwohl auf die Übersetzung des Euklid ins Lateinische durch Boethius verwiesen wird, ist dieses Kapitel von niedrigem substantiellen Gehalt; Cassiodorus ist keine sachgerechte Übermittlung des Stoffes möglich.

### Buch II: Astronomie
Der Autor trägt Textstellen zusammen, die in der Bibel von Sonne und Gestirnen handeln (Buch II, VII, 1), so etwa der Stern der Magier, der nach Bethlehem führt.
Erst dann wendet er sich den Wissenschaften zu. Als Quelle nennt er De forma Mundi von Lucius Annaeus Seneca, das verloren ist, und Claudius Ptolemäus. An dessen Handbuch der Astronomie reichen seine wenigen Ausführungen allerdings nicht ansatzweise heran.
Auch auf die Bedeutung der Astronomie für die Landwirtschaft, um die richtigen Zeiten der Bodenbestellung zu bestimmen, wie es bereits Plinius der Ältere für Hesiod bezeugt, geht er ein, nennt allerdings keine Quelle. Dazugekommen ist noch die wichtige Aufgabe, den richtigen Zeitpunkt für das christliche Osterfest (Ostertermin) zu bestimmen (Buch II, VII, 3).
Jede Art, über die Sterne das Schicksal zu erkunden (notitia fatorum), lehnt Cassiodorus, auch mit Verweis auf Augustinus aufs entschiedenste ab.

## Überleben und Überlieferung
Obwohl Isidor von Sevilla den Autor nicht nennt, ist es wahrscheinlich, dass er diese Schrift kannte und in seiner Etymologiae benutzte. Auch Hrabanus Maurus las und benutzte Buch II der Institutiones, nicht aber Buch I, das insgesamt wenig Einfluss auf das theologische Studium des frühen Mittelalters hatte.
Das Werk wurde in zahlreichen Handschriften überliefert, die teils beide Bücher, teils nur eines enthalten. Roger A. B. Mynors hat aus diesen 1937 eine kommentierte Ausgabe erstellt. In der Einleitung werden die bekannten Kodizes unter Berücksichtigung ihres Umfangs, ihrer Beziehung zueinander etc. aufgelistet.
Während Buch I durch das Kopieren nur wenig verändert wurde, liegt Buch II in drei stark abweichenden Fassungen vor. Dies legt die Möglichkeit einer späteren Überarbeitung durch Cassiodor selbst oder einen anderen Autor nahe. Auch der Titel des Buches II variiert. Jacques Paul Migne nahm es als De artibus ac disciplinis liberalium litterarum in die Patrologia Latina auf.

## Ausgaben und Übersetzungen
- Wolfgang Bürsgens: Cassiodor, Institutiones divinarum et saecularum litterarum, Freiburg 2003
- R. A. B. Mynors: Cassiodori Senatoris Institutiones, Oxford 1937
- Andreas Pronay (Übersetzer): Cassiodorus Senator: Einführung in die geistlichen und weltlichen Wissenschaften (Institutiones divinarum et saecularium litterarum) (= Spudasmata, Band 163). Olms, Hildesheim 2014, ISBN 978-3-487-15207-3 (Übersetzung und Kommentar)